# Carro a vapor
Um carro a vapor é um carro movido por um motor a vapor. Em um motor a vapor a combustão do combustível é feita na parte externa do motor e a eficiência térmica é baixa. Os combustíveis utilizados por esses veículos eram de baixo custo, normalmente eram utilizados como fonte de energia lenha, carvão, coque ou óleo de alcatrão.
As locomotivas a vapor e motores a vapor foram desenvolvidos uns 100 anos antes dos motores de combustão interna, mas ficavam restritos a algumas atividades, devido a seu peso. O carro leve a vapor foi desenvolvido simultaneamente com o carro a combustão interna, devido à maturação da engenharia e da construção de estradas. Por já haver vasta experiência com motores a vapor, os veículos motorizados com essa tecnologia tiveram vantagem inicialmente. Porém, pela década de 1920, o progresso de refino do motor a combustão interna tornou obsoletos os carros a vapor.
Os maiores desafios técnicos do carro a vapor focam-se em sua caldeira, pois ela representa muito da massa total do veículo, tornando-o pesado (motores a combustão interna não carecem de caldeira), e requer atenção cuidadosa do motorista, apesar de que mesmo na década de 1900 já havia uma boa automação para isto. A única grande limitação é a necessidade de fornecer água de alimentação à caldeira, seja carregando-a, reenchendo frequentemente, ou instalar um condensador, que representa mais peso e inconveniência.
Uma vantagem é que o carro a vapor é mais silencioso que o de combustão interna, mesmo sem silenciador. Outra, significativa, é que a combustão externa permite regular melhor as emissões de poluentes.

## Primeiros carros a vapor

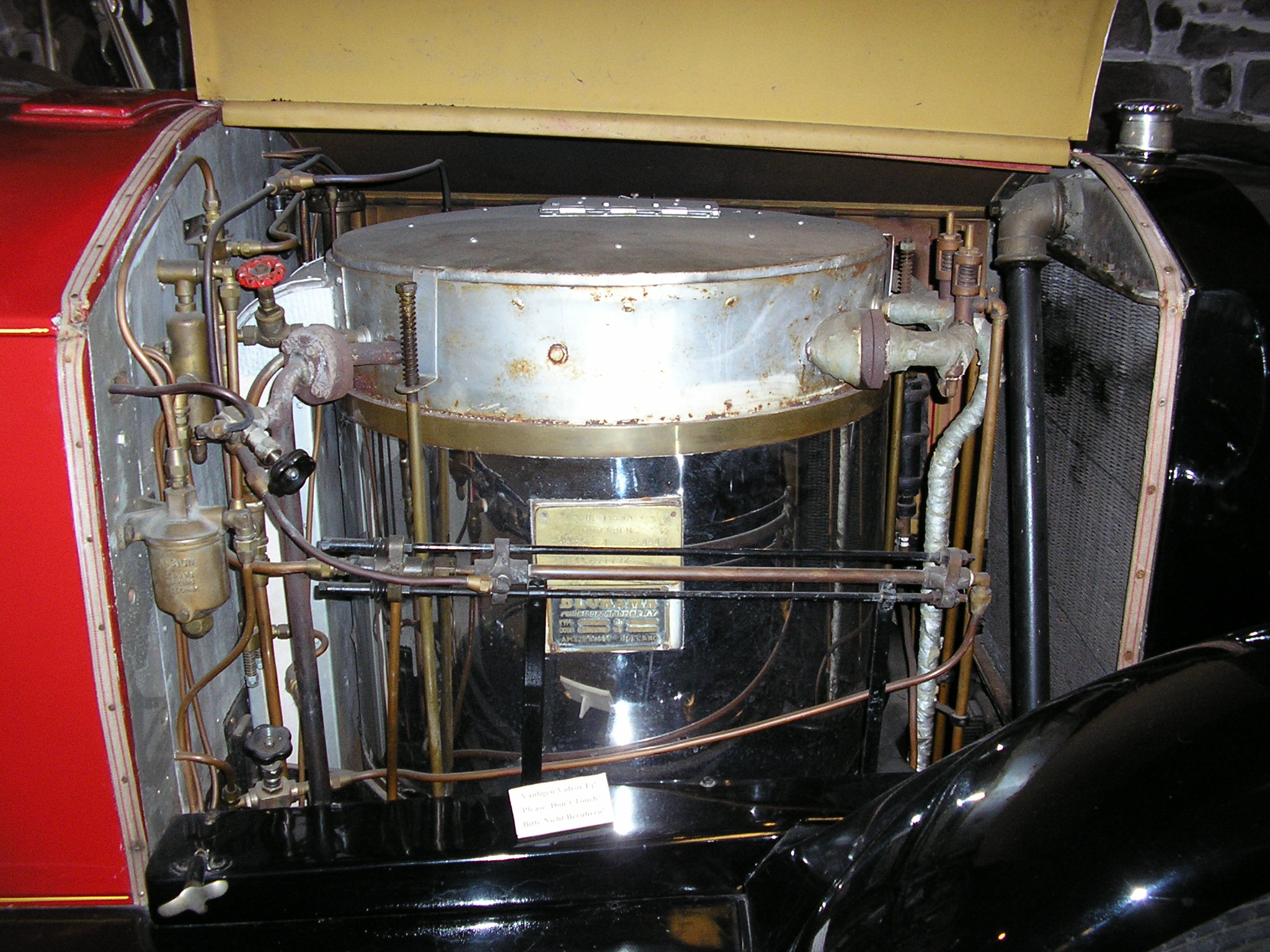
Caldeira de um Stanley Steamer Série 740, 1924. À direita, o condensador.

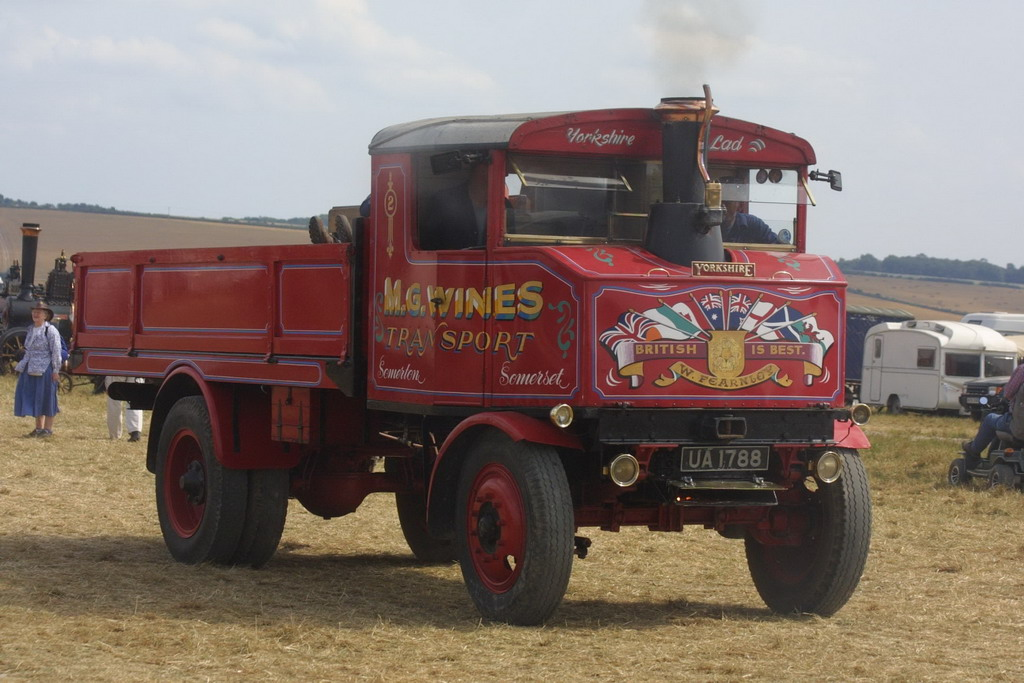
Caminhão a vapor.

O primeiro carro movido a vapor foi apresentado ao público europeu por Nicholas Cugnot no de 1797 em Paris. O nome do veiculo era Fardier. O veículo não teve sucesso na sua apresentação, já que no momento da apresentação o veículo colidiu-se com uma parede e acabou se rompendo. O veículo original está guardado no Musée des Arts et Métiers em Paris desde 1800. O primeiro carro a vapor comprovado para uso pessoal foi o de Josef Božek em 1815. Ele foi seguido por Julius Griffith em 1821, Timothy Burstall e John Hill em 1824 e Thomas Blanchard em 1825. 

## Produção nos anos de 1890
Nessa época existiam carros elétricos, a combustão e a vapor. Devido ao conhecimento técnico científico da época, a produção dos carros movidos a vapor eram superiores aos demais tipos, já que os homens dominavam as máquinas a vapor desde a primeira Revolução Industrial. A maioria dos carros estavam situados nos  Estados Unidos.

## Produção no período de 1900-1913
Antes da Primeira Guerra Mundial a produção de carros a vapor cresceu muito nos Estados Unidos, isso ocorreu porque a produção utilizada, usava os moldes da linha de montagem por Henry Ford reduzindo drasticamente o custo de propriedade de um automóvel convencional. Sendo assim, na época o carro  a vapor apresentava um melhor custo benefício em relação aos outros tipos de veículos. A produção chegava a máximo 1000 carros por ano. 

## Primeiras marcas
As primeiras a produzirem carros a vapor eram Ford, Fiat, Opel, Rolls-Royce, Peugeot, Vauxhall e Cadillac.

## Declínio
O primeiro evento que decretou o declínio dos carros a vapor foi a adoção do motor de arranque por carros com motores de combustão interna. Essa invenção, introduzida em 1912 nos modelos Cadillac, possibilitou uma partida simples e imediata do motor de combustão interna. Até então, de fato, para o vagão a vapor havia a vantagem de ser "acionado um fósforo" (que acendia o queimador), mesmo que demorasse alguns minutos para ligar o veículo.
Como também havia outras desvantagens, o declínio dos carros a vapor não parou. O principal problema desse tipo de carro estava relacionado ao fato de que - com a tecnologia da época - a máquina a vapor era particularmente pesada. Finalmente, persistia o problema do tempo necessário para atingir as condições de operação e fazer o carro sair do frio .
Em 1913, a introdução em larga escala da linha de montagem aplicada a modelos com motor de combustão interna, decretou uma redução notável nos custos de produção desse tipo de carro . Isso, somado aos efeitos da adoção da partida elétrica, causou primeiro o declínio e depois o desaparecimento dos carros a vapor

## British Steam Car Challenge
Em 25 de agosto de 2009, Team Inspiration do British Steam Car Challenge quebrou o recorde duradouro para veículos a vapor, conquistado pelo Stanley Steamer em 1906, elevando para 139,843 mph (225,055 km/h) na Edwards Air Force Base, Mojave Desert, Califórnia.
No dia seguinte, o mesmo carro quebrou o recorde novamente, conquistando 238,679 km/h (148,308 mph). Este também foi registrado, e ratificado pela FIA.